# Styrax guanayanus
Styrax guanayanus là một loài thực vật có hoa trong họ Bồ đề. Loài này được Maguire & K.D.Phelps miêu tả khoa học đầu tiên năm 1952.